# Hyalodiscaceae
Hyalodiscaceae,porodica alga kremenjašica iz reda Melosirales, dio podrazreda Melosirophycidae. Sastoji se od tri roda s 33 taksonomski priznate vrste; nekoliko vrsta je fosilnih

## Rodovi
1. Hyalodiscus Ehrenberg
2. Margaritum H.Moreira Filho
3. Podosira Ehrenberg

## Drugi projekti
|  | Zajednički poslužitelj ima još gradiva o temi Hyalodiscaceae |
|  | Wikivrste imaju podatke o taksonu Hyalodiscaceae             |